# Константин Грузински
Константин Грузијски († 740) је грузијски принц, један од најпоштованијих светитеља Грузијске православне цркве.
Потекао је из кнежевске породице и заједно са својим братом Давидом био је наследни владар области Аргвети. Када су арапске трупе Марвана II Глувог напале његову област, браћа су организовала одбрану и у првом налету су поразила муслимане, али су потом били поражени и заробљени. Одбивши да пређу на ислам, оба брата су, после много страдања, удављена 740. године.
Њихове мошти су пронађене у 12. веку и почивају у манастиру Моцамета, 3 км од града Кутаисија.
Спомен на свете кнезове празнује се 15. октобра на дан који се у њихову част зове Моцаметоба.